# Bukowina północna

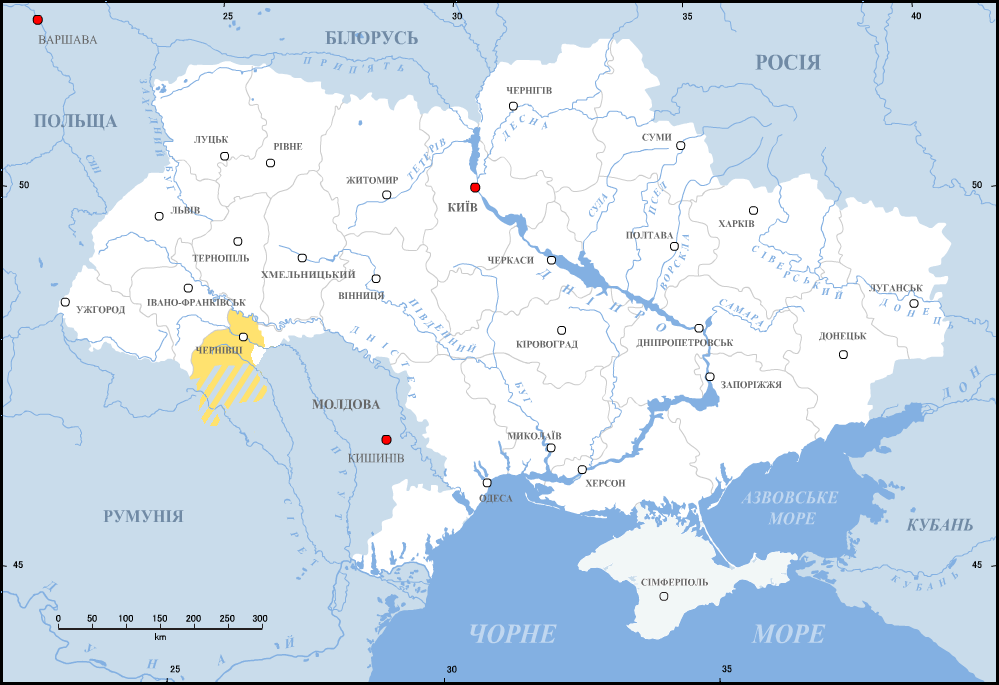
Bukowina Północna na tle Ukrainy

Bukowina północna (ukr. Північна Буковина) – północna część historycznej Bukowiny, znajdująca się obecnie w granicach Ukrainy. Główne miasto to Czerniowce.
W roku 1918, po rozpadzie monarchii austro-węgierskiej, wraz z resztą Bukowiny weszła w skład Rumunii. W roku 1940 przyłączona została do Ukraińskiej Socjalistycznej Republiki Radzieckiej wchodzącej w skład ZSRR. Przyłaczenie do Ukrainy władze Związku Radzieckiego opierały na uchwale wiecu ludowego z 1918 który zadecydował o przyłączeniu do Ukrainy. Po pertraktacjach rumuńsko-radzieckich przeprowadzonych 27 czerwca 1940 wojska rumuńskie miały opuścić Besarabię i północną Bukowinę, na co wyraził zgodę i rząd III Rzeszy. W czasie rozmów minister Ribbentrop doradzał Rumunom ustępstwo, dodając jednak słowo: na razie.